# Bent Deleuran
Bent Winding Deleuran (født 29. marts 1959 i Åbyhøj i Aarhus) er en dansk læge og professor ved Institut for Medicinsk Mikrobiologi og Immunologi, Det Sundhedsvidenskabelige Fakultet på Aarhus Universitet.
Deleuran tog sin lægevidenskabelige kandidateksamen fra Aarhus Universitet 1986. I 2002 blev han speciallæge og året efter overlæge i reumatologi. Han været ansat på flere hospitaler i Aarhus; Marselisborg, Kommunehospitalet og Skejby, men han har også haft afstikkere til Vejle, Odense, Randers, Silkeborg og et år ved Kennedy Institute of Rheumatology i London.
Han er medlem af Gigtforeningens forskningsudvalg.
Bent Deleuran var ansat som læge ved Team Danmark i perioden 1986-1996 og var i sin ungdom en dygtig hækkeløber i Skovbakken og satte dansk ungdomsrekord som 14-årig 1973.